# Paul Joseph Constantin Gabriël
Paul Joseph Constantin (Constan(t)) Gabriël (Amsterdam, 5 juli 1828 – Den Haag, 23 augustus 1903) was een schilder, tekenaar, aquarellist en etser, die behoorde tot de Haagse School.

## Jeugd en Opleidingen
Paul Gabriël werd te Amsterdam aan de Leidsegracht geboren als vierde kind van Paulus Joseph Gabriël en Trintje Peters. Hij kwam uit een kunstzinnig milieu: zijn opa was van beroep ornamentsnijder en zijn vader was beeldhouwer; deze overleed echter toen zoon Paul vijf jaar was. Zo groeide hij op in een vrouwen-huishouding, met zijn vijf zussen, zijn moeder en zijn oude oma. 
Al had Paul zijn vader slechts kort gekend, hij zou wel profiteren van diens goede naam als een erkend beeldhouwer met vele - ook officiële - opdrachten; hij kreeg ook hulp en bescherming van de vrienden van zijn vader. Toen hij twaalf jaar was werd hij ingeschreven als leerling van de afdeling Beeldhouwen aan de Koninklijke Academie te Amsterdam waar zijn vader nog beeldhouwlessen had gegeven; hij kreeg er les van zijn vaders collega J.D. Zocher. Zonder examen te doen verliet hij deze opleiding en trok naar Haarlem waar hij korte tijd les kreeg in 'schilderen naar de natuur' door diens zoon: Louis Paul Zocher, die aldaar als tuinarchitect het Kenaupark ontwierp; Zocher was ook amateur-schilder. 
In 1844 stuurden zijn opvoeders hem naar Kleef waar B.C. Koekkoek zijn 'Tekencollege' had gevestigd. Hier zou hij een klein jaar blijven; Gabriël was bepaald niet enthousiast over de opleiding aldaar. Toch zocht hij opnieuw les en koos voor de landschapschilder Cornelis Lieste in Haarlem; hij trok daar veel op met een andere leerling, Hendrik Dirk Kruseman van Elten; samen zouden ze later naar Oosterbeek trekken. Met Anton Mauve, die een goede vriend werd, volgde hij in Haarlem tekenavonden in de Waag. Mauve was tien jaar jonger, hij moest in Haarlem eerst zijn leerperiode afronden en zou daarom pas in 1858 naar Oosterbeek komen.
Zijn geld verdiende Gabriël ondertussen met portretjes in potlood, die hij voor tien à twaalf gulden verkocht; ook was er een erfenis van zijn vader. Voor zichzelf maakte hij veel schetsen met potlood op papier, en ook in olieverf. Op zijn vroege winterlandschappen, bijvoorbeeld Park van het kasteel Heemstede uit 1853, is nog duidelijk de inslag te zien van de Romantische stijl, zoals ook Koekkoek die hanteerde; het schilderij is bovendien vrij glad geschilderd, waardoor de zuivere stofuitdrukking van alles goed tot uiting kwam, zoals de gedetailleerde bast van de bomen.

### Oosterbeek
In Oosterbeek kreeg Gabriël onder andere veel contact met de oudere J.W. Bilders en kwam daar vaak over de vloer met andere jongere schilders; toch uitte hij zich weinig vleiend over de oudere schilder. Zo verweet hij hem dat Bilders de mooie plekjes in de natuur rond Oosterbeek geheim hield voor anderen. De schetsboeken van Gabriël uit die tijd tonen veel natuurstudies; opvallend is dat hij zich vooral richtte op details van takken en bladeren en nauwelijks aandacht besteedde aan de grote lijnen en de compositie van het landschap. Toch zijn er van deze periode ook van zijn hand een aantal complete landschappen in een min of meer romantische stijl, die in Nederland in trek was.

## Leven en werk
In 1867 trouwde hij met de 24-jarige Victorine Urbain, zijn 'Luiksche dame', die een hartelijke en toegewijde vrouw voor hem zou zijn; het huwelijk bleef kinderloos. Uit een intensieve briefwisseling met schilderes Geesje Mesdag-van Calcar (schoonzus van zeeschilder Mesdag) weten we dat Gabriël in zijn Oosterbeekse jaren een stevige oorontsteking had opgelopen bij het vele buiten schilderen, en sindsdien zwaar hardhorend was - wat er de reden van was dat hij zich gauw terugtrok uit grotere gezelschappen en sterk belemmerd was in zijn omgang met vrienden. Thuis hield hij in Brussel graag nachtegalen in een kooi, waarvan het gezang nog tot hem wist door te dringen.
Gabriël schilderde landschappen, portretten, stillevens, dieren en stadsgezichten. Hij signeerde 'Gabriël', 'Gabriel' of 'P.J.C. Gabriël', en stond bekend onder de naam Paul Gabriël, maar werd feitelijk Constan(t) Gabriël genoemd. In 1875 werd hij in België benoemd tot Ridder in de Leopoldsorde.

### Brussel
In 1860 werd er een schilderijtje van de Ruïne van Brederode bij hem besteld door een Brusselse klant; dit gaf hem financieel de mogelijkheid om datzelfde jaar definitief naar Brussel te trekken, waar hij 25 jaar zou verblijven. Hier werd hij al gauw een 'leerling van Willem Roelofs', zoals Jozef Israëls en ook Mesdag (zelf een late leerling van Roelofs) dit later zouden omschrijven; Gabriël zelf noemde dit echter 'wat goede raad'. Het was ook Roelofs die hem vanaf 1860 in contract zou brengen met de benaderingswijze van de schilders van Barbizon, deels vanuit zijn eigen schilderervaringen met de schilders rondom Barbizon. Hun schilderijen waren in Brussel toen al te zien, zoals op een expositie in 1860.
Aanvankelijk schilderde Gabriël in zijn Brusselse jaren twee onderwerpen, die qua stijl en opvatting duidelijk van elkaar verschilden. De ene groep werken bestaat uit Barbizon-achtige landschappen met akkerland en boerderijen, waarin het besloten, rustieke boerenland werd weergegeven. De andere groep werken liet daarentegen de ruime, vlakke polder zien. Ieder Brussels jaar ging Gabriels zeker drie maanden naar Nederland, om daar het rivierlandschap bij Arnhem en het polderland rondom Abcoude en Kortenhoef te schilderen: het ruime, open Hollandse land. Vanaf 1875 kwamen de weidegebieden rondom de Nieuwkoopse plassen daarbij. In de schilderijen daarvan werd de compositie geschematiseerd en zijn veel details opzettelijk weggehouden; hij gebruikte graag de wieken van de molens om daarmee het schilderij een stevige, bijna meetkundige constructie te geven.

### Den Haag
In 1884 keerde Gabriël terug naar Nederland, vestigde zich in Den Haag en werd al snel lid van de kunstenaarsvereniging Pulchri Studio waar hij vaak meedeed aan de ledenexposities maar ook deel nam aan het drukke sociëteitsleven; zijn vrienden daar noemden hem het 'olijke ratje'. Daar waren de kunstenaars met wie hij zich verwant voelde, en in Den Haag woonden ook de meer traditionele kopers van de Haagse School-werken, die het nog-voor-industriële Hollandse landschap zo graag in hun woningen wilden hebben hangen. Ook zijn vrouw kon zich hier goed thuis voelen, omdat Geesje van Calcar en haar man Taco Mesdag dicht bij hen in de buurt woonden, bij de Kanaalweg in Scheveningen. Ook zou hij zijn oude jeugdvriend Anton Mauve hier regelmatig ontmoeten, wanneer deze in Scheveningen kwam schilderen.
Andere locaties kwamen nu in zijn bereik om er te schilderen. Het dorp Kortenhoef moest Gabriël vanuit hier per koetsje bereiken, wat hij dan ook regelmatig - samen met zijn vrouw - deed; ze verbleven daar dan een aantal dagen. Vanuit Den Haag kwam hij nu ook op nieuwe plekken zoals in de omgeving van Rotterdam en Overschie, en bij de bekende molengang bij Kinderdijk; ook schilderde hij de molen van Leidschendam. Hij zocht in deze jaren bovendien de Brabantse Kempen op en kwam daar als een van de eerste kunstenaars in het later bekende schildersdorp Heeze.

## Stijl en werkwijze
De grijze toon in de landschapsschilderijen wordt als belangrijkste kenmerk gezien van de Haagse School-schilders. Gabriël was een van de laatste bekend geworden schilders hieruit; hij onderscheidde zich van de andere Haagse School-kunstenaars door zowel kleur als vorm een meer uitgesproken rol te laten spelen in de meestal hechte composities van zijn schilderijen. Hij schilderde het intense blauw van de lucht en al de variaties groen in het land. Bovendien gaf hij graag dat landschap weer, waarin slechts weinig te zien is. Het ging hem om eenvoud en helderheid: een molen, een brug, een schuit, een eendenkorf, dat waren de motieven waar hij genoeg aan had. Ook was zijn werk in sterkere mate 'realistisch', zoals in een schilderij van 1887, waarin duidelijk een stoomtrein vanaf de horizon het beeld in rijdt. Daarbij hechtte hij sterk aan de algehele toon van het schilderij, die hij beslist in evenwicht wilde hebben, en waar hij veel moeite voor over had om dat te bereiken.
Wat betreft de hang in de Haagse School naar het grijs had Gabriël duidelijk kritiek en verwachtte zelfs nog in 1901 dat deze vanzelf wel zou uitdoven. Zo betreurde hij de latere 'grijze schilderijen' van Jacob Maris, waar deze in zijn jongere jaren zo 'gekleurd en frisch' schilderde. Hij schreef dit in een brief aan de recensent A. Loffelt' over 'kleur en grijs':
 'Een vroege morgen kan er oppervlakkig grijs uitzien, maar ze is het niet, ze is transparant-fijn, de kleuren zijn teer.. ..de dauw is veel gekleurder dan men wel zou geloven, dikwijls zo sterk dat het palet tekort schiet.
Zoals meer Haagse School-schilders schilderde Gabriël vanuit een centraal gezichtspunt. Bijna altijd had hij zijn onderwerp recht voor zich in het vizier, waardoor hij het veel omringende ruimte kon geven. Het betekende dat hij meestal vanuit een bootje op het water schilderde. Toen hem gevraagd werd hoe hij zijn luchten schilderde zei de oude Gabriël nog in 1898:
 'Die [de lucht] bewaar ik voor het laatst. Ge moet weten dat ik die lucht voor mij zie zooals ik die op het doek wil hebben. Bij 't schilderen van het landschap kijk ik naar de lucht die ik in mijn hoofd heb, dan komen de juiste tegenstellingen van het landschap vanzelf. Ik voltooi mijn schilderijen door er mijn lucht op te zetten.' 
Vanaf circa 1880 begonnen de details in zijn schilderijen zich te meer verzelfstandigen door nadrukkelijk aanwezige vormen te worden, waarbij het omringende landschap meer diende als de totale achtergrond daarvan. Palingfuiken, molenlichamen en ook eendenkooien krijgen een nadrukkelijkere aanwezigheid als voorheen. In zijn schilderij De Kamperveenderij uit 1889-'90 gaat het om een verzameling van zelfstandige objecten; de cirkels van tonnen, vlonder-rechthoeken, en de driehoeken van de zeiltjes boven de boten vormen met elkaar een geometrische compositie. Hij eindigde zijn schildersleven met een neiging tot het abstraheren van vormen

### Buiten schetsen, binnen schilderen
Tijdgenote Grada Hermina Marius beschreef in haar boek hoe Gabriël deze toon onderzocht door het schilderij in het atelier tijdens het schilderen van tijd tot tijd op zijn kop of zijkant op de ezel te zetten, om zo de gegroeide toon goed te kunnen waarnemen, los van het onderwerp. Hij noemde zichzelf dan ook graag een 'harmonist'. De beschrijving van mevrouw Marius maakt ook duidelijk dat Gabriël geen echte plein air-schilder was, want zijn grote, definitieve schilderijen ontstonden in het atelier, op basis van schetsen op papier en in olieverf op kleine linnen doekjes die hij buiten in het landschap had geschilderd. De doekjes prikte hij vast op hun vier hoeken, in het deksel van zijn schilderskist. Hij bracht veel tijd door in de natuur, waar hij alles observeerde en schetste; daarna haastte hij zich naar het atelier om te voorkomen dat er nieuwe indrukken overheen konden komen, zo schreef hij zelf aan zijn vriend Tholen in oktober 1879, met wie hij vaak samen buiten schilderde.
Aan de olieverfschetsen is goed te zien dat hij ze in één keer opzette. Deze werden door hem in stippen of kleine streken eerst snel met droge verf in de gewenste kleuren gepenseeld op een klein formaat doekje. Daarna streept hij daarop de silhouetten, waarna hij vervolgens de kleuren in hun juiste licht- en schaduwverhouding naast elkaar op zijn schilderspalet zette. Zijn gevleugelde uitspraak was: 'Het is niet op het doek dat U Uw schilderij moet maken maar op uw palet' .Op zijn gemak kon hij daarna de gemengde verf daar pakken en op zijn doekje aanbrengen. Later in het atelier schilderde hij met een veel fijnere penseelvoering het definitieve schilderij, altijd in veel grotere maten in de herfst- en wintermaanden. Ook de olieverfschetsen op de doekjes (circa 30 x 20 cm) werden dikwijls op mahoniehouten plaatjes geplakt en als zelfstandige werkjes verkocht.

## Leerlingen
In 1879 kwam W.B. Tholen voor drie maanden naar Brussel om les te krijgen van Gabriël; na zijn leertijd bleven ze intensief en lang contact houden. Vanaf 1880 gingen beide mannen in de zomer naar Kampen, waar de ouders van Tholen woonden, en zij schilderden regelmatig bij Giethoorn in het ruige veengebied met zijn platboomschuiten en vele houten vlonders. In het werk van Tholen bleef de invloed van Gabriël lang zichtbaar. Na 1886 zouden ze elkaar vaak in Den Haag treffen, met hun vrouwen.
Geesje Mesdag-van Calcar hoorde van haar toekomstige man Taco Mesdag - de schilderende broer van de bekende zeeschilder Hendrik Mesdag - dat deze veel had geleerd van de lessen bij Gabriël in Brussel; daarop besloot zij ook om les te vragen, wat lastig was omdat Gabriël geen vrouwelijke leerlingen wilde hebben. Door een trucje wist ze het toch gedaan te krijgen en volgde in 1881 een half jaar lessen bij Gabriël, er ontstond een innig contact tussen haar en het echtpaar Gabriël, waarna een intensieve briefwisseling groeide vol met wijze schilderraadgevingen en persoonlijke ontboezemingen over zijn eigen onzekerheden en omstandigheden. Vanaf 1884 woonden de twee echtparen bij Scheveningen dicht bij elkaar en troffen elkaar toen regelmatig; Taco en Gabriël waren even oud en schilderden beiden; ze hadden allebei jongere vrouwen, maar geen kinderen.
Andere leerlingen van Gabriël waren nog Bernard van Beek, Julius Brouwers, Abraham Lopes Suasso, Taco Mesdag, Herman van Oosterzee, Jacob Ritsema, Willem van Schaik, Margo Tholen en Anna Dirks. Jan Veth schreef zijn verloofde Anna Dirks die een schilder-leraar zocht, in twee brieven over Gabriël:
 '24-11-1885: Als je werkelijk gaat schilderen, ga dan bij een gevoelsartist, die je je eigen gevoel aan jezelf ontdekt / 31-12-1885: Volg nu Gabriëls raad in alles. Hij is door en door knap en artistiek. En houd je vooral aan één wegwijzer. Een tyran als hij heeft kracht in zijn overtuiging, daar kan je van op aan.' 

## Galerij van zijn werken (selectie)

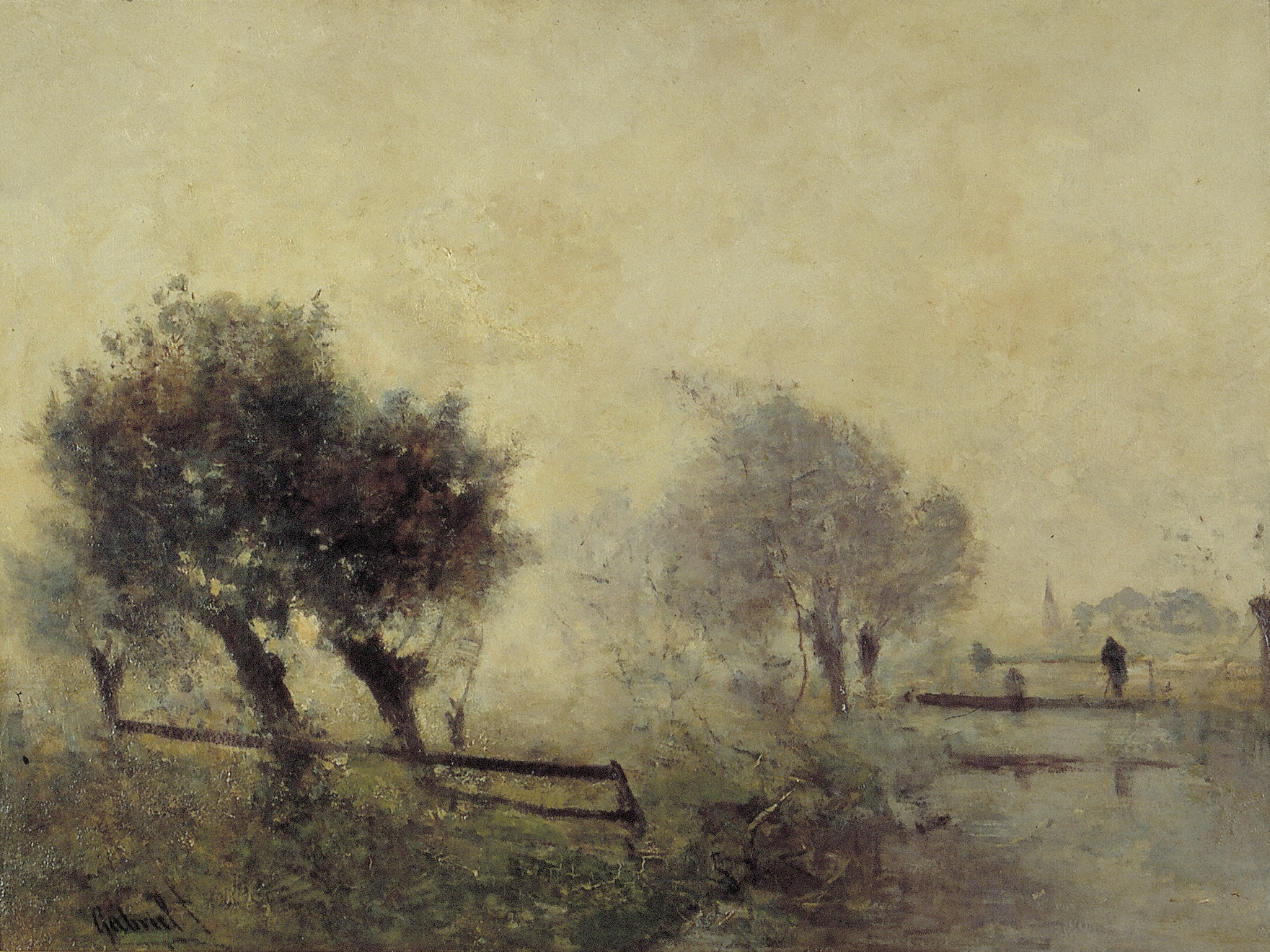
Herfstmorgen, 1850; olieverf op doek, 60 x 80 cm
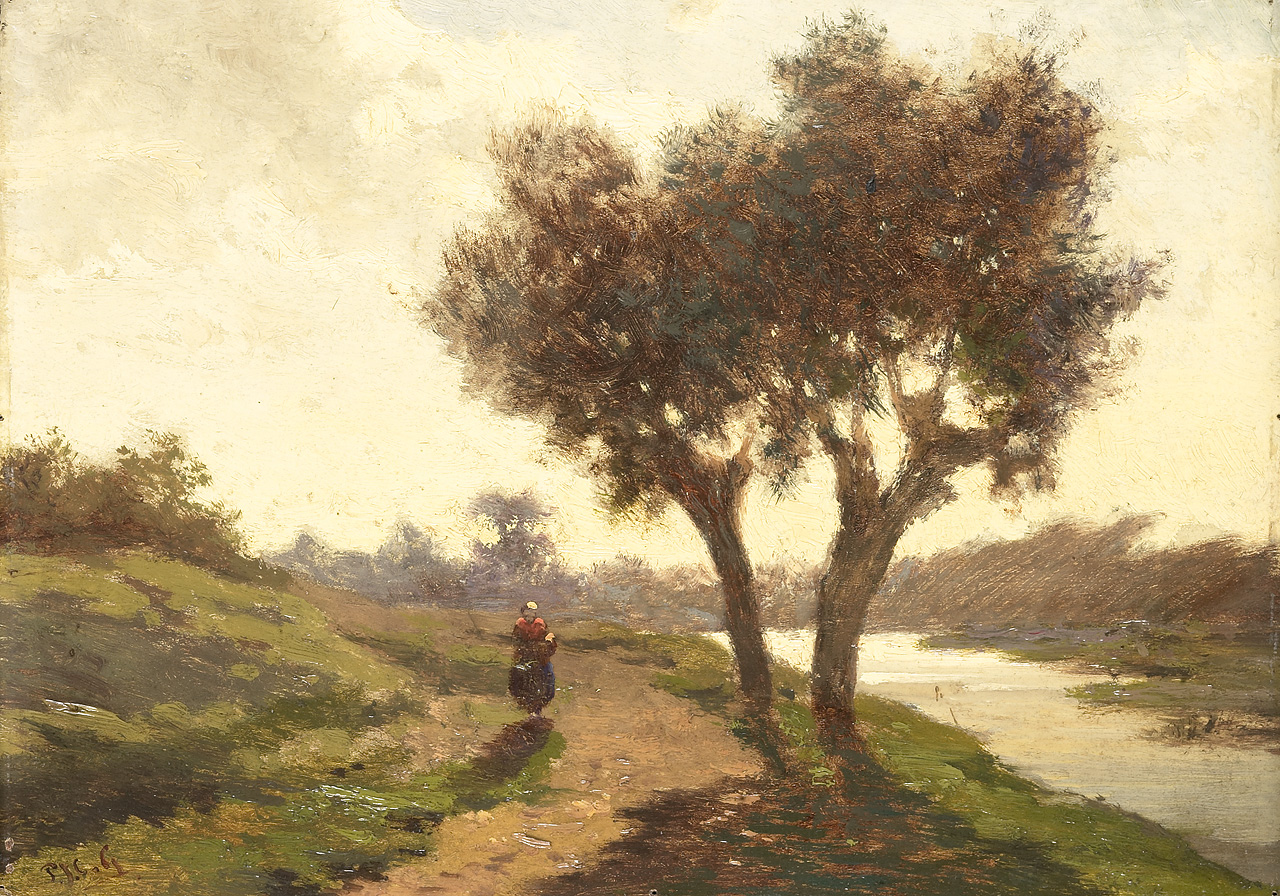
Landschap met twee bomen, 1860-67; olieverfschets op paneel, c. 13 x 18 cm
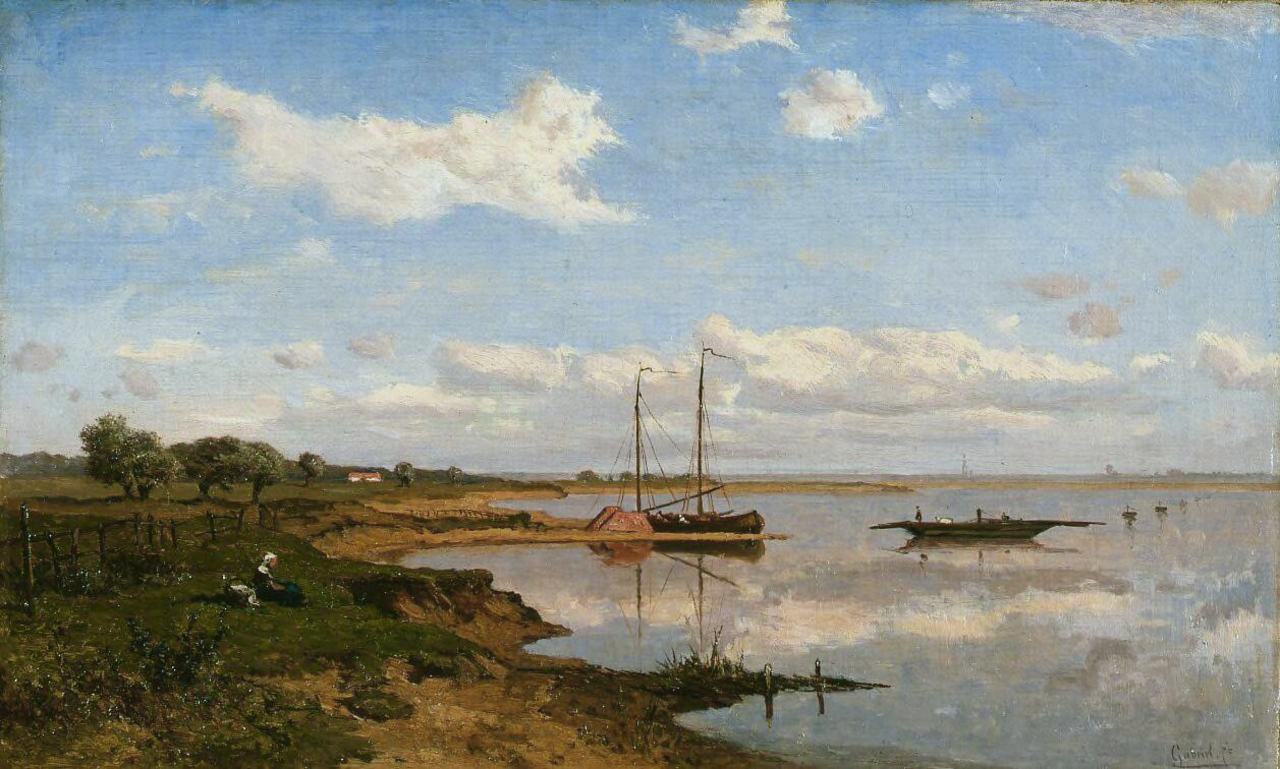
Het Drielse veer, 1867, olieverf op doek, 28 x 46 cm
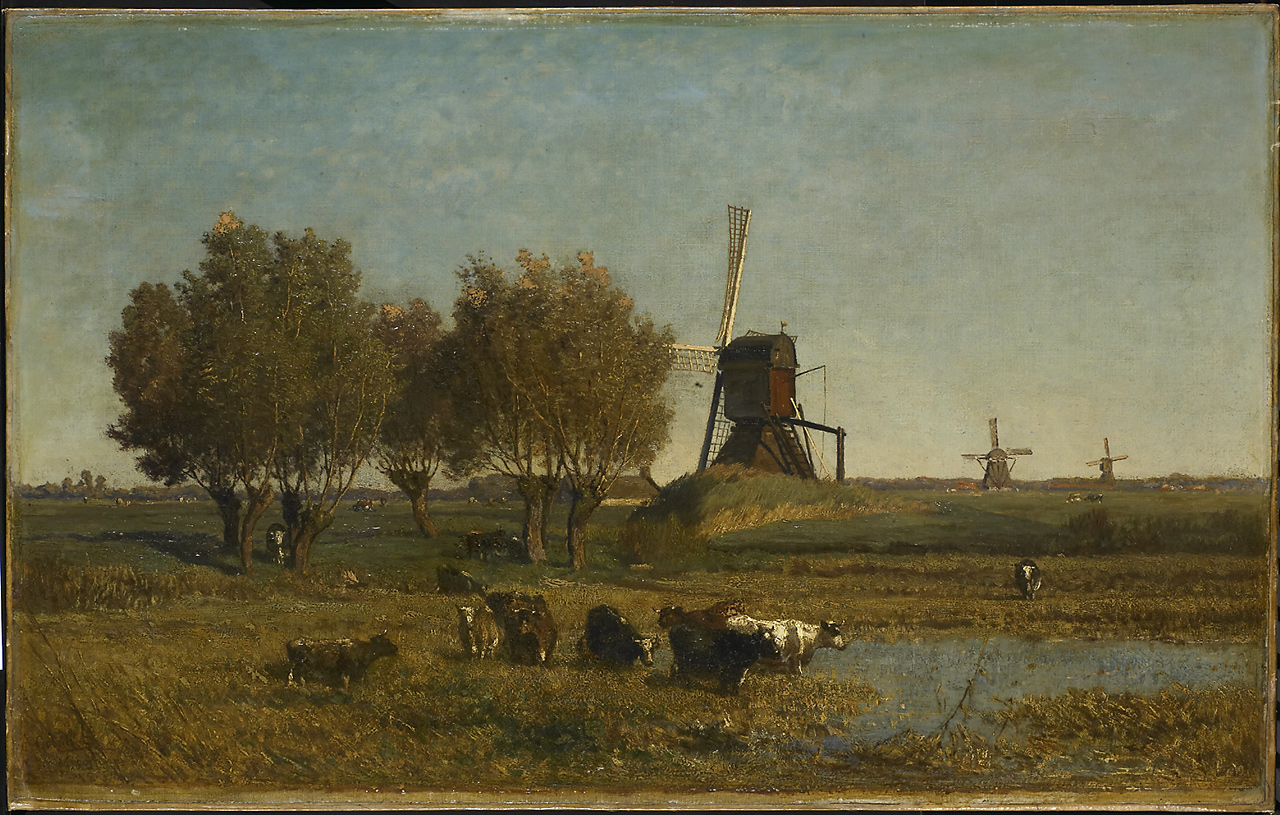
In de winkel te Abcoude, c. 1870-77; olieverf op doek, c. 50 x 80 cm
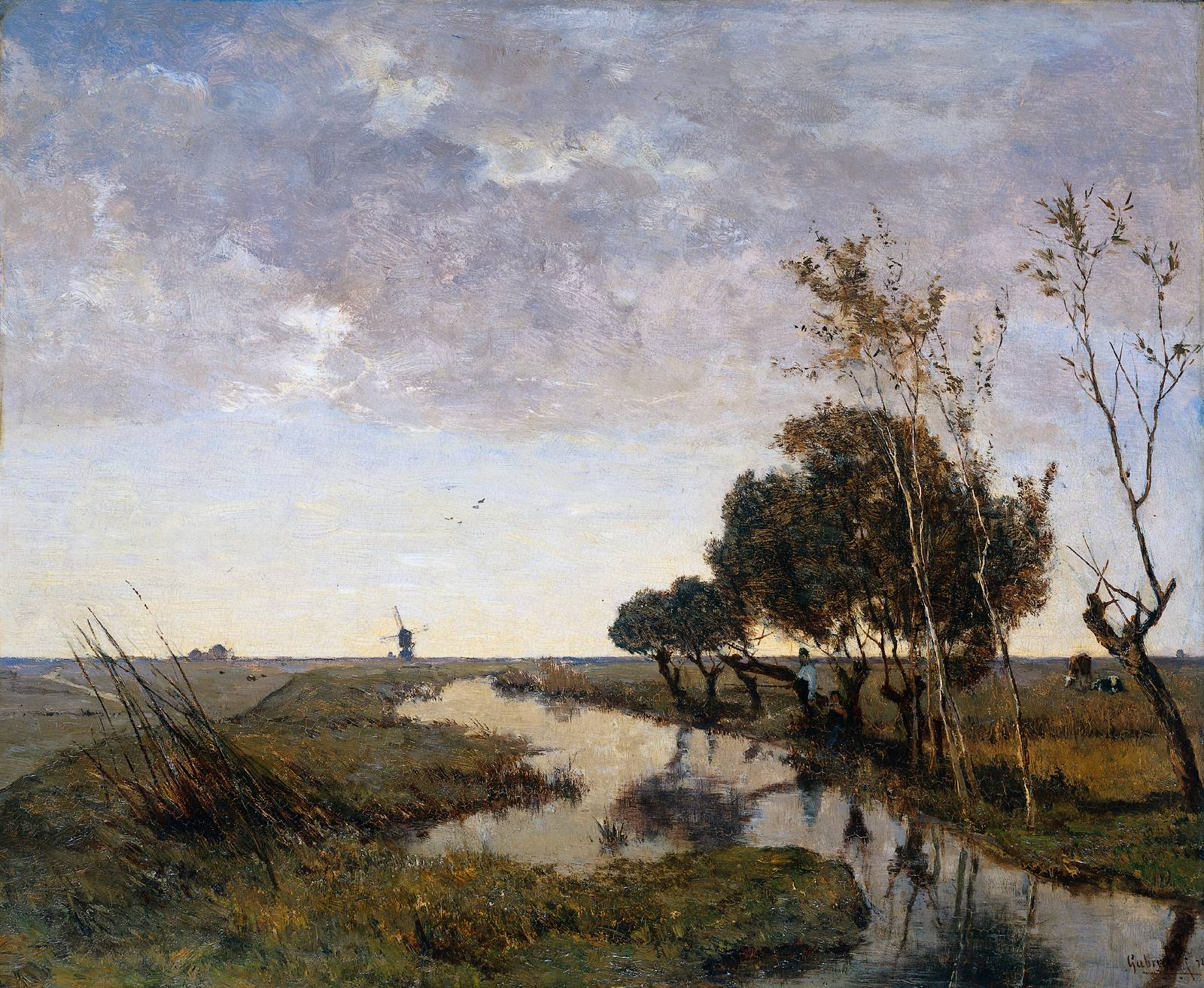
Een wetering bij Abcoude, 1878; olieverf op paneel, 41 x 50 cm
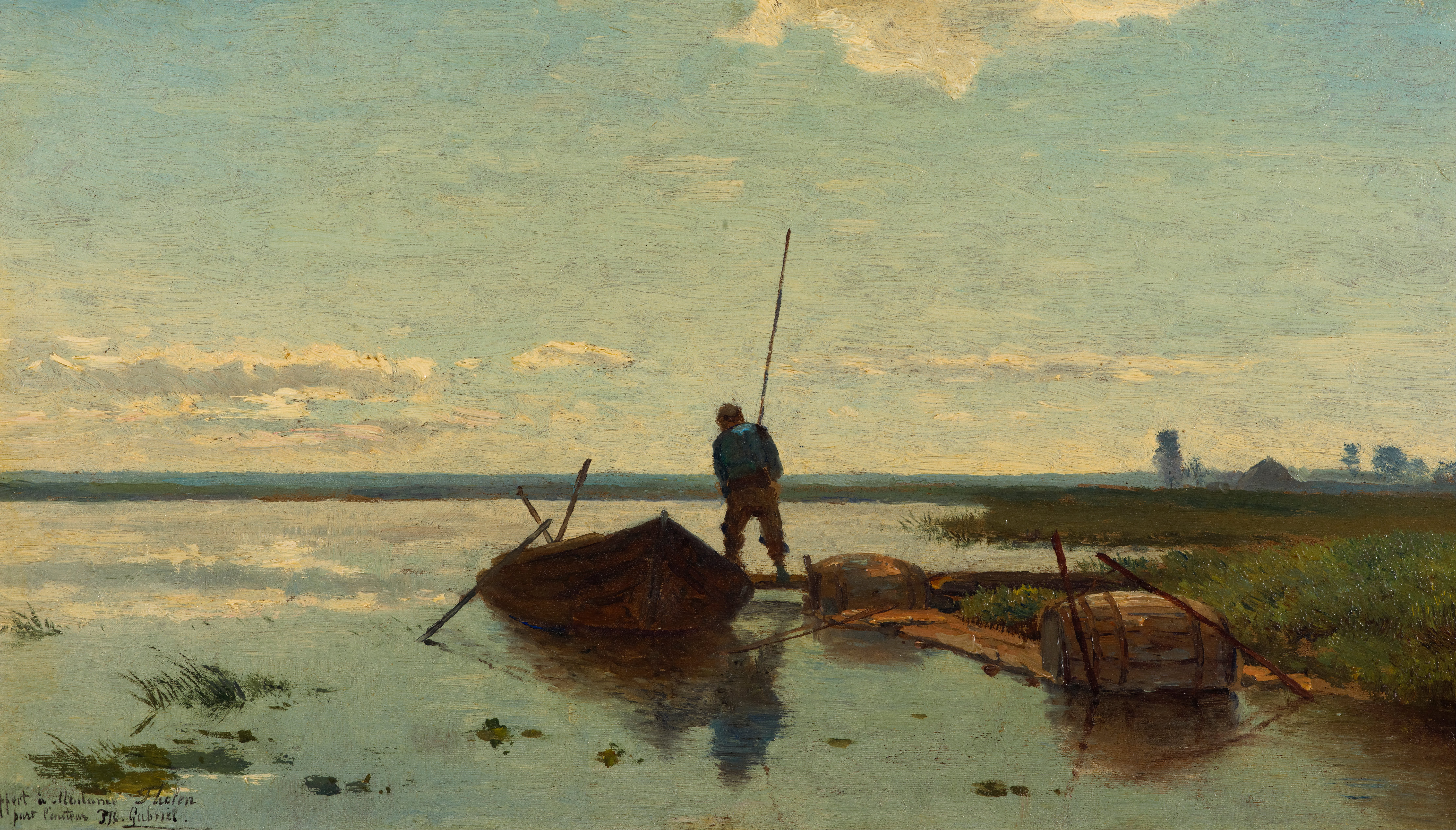
polderlandschap, 1880-82; olieverfschets op paneel, c. 30 x 45 cm
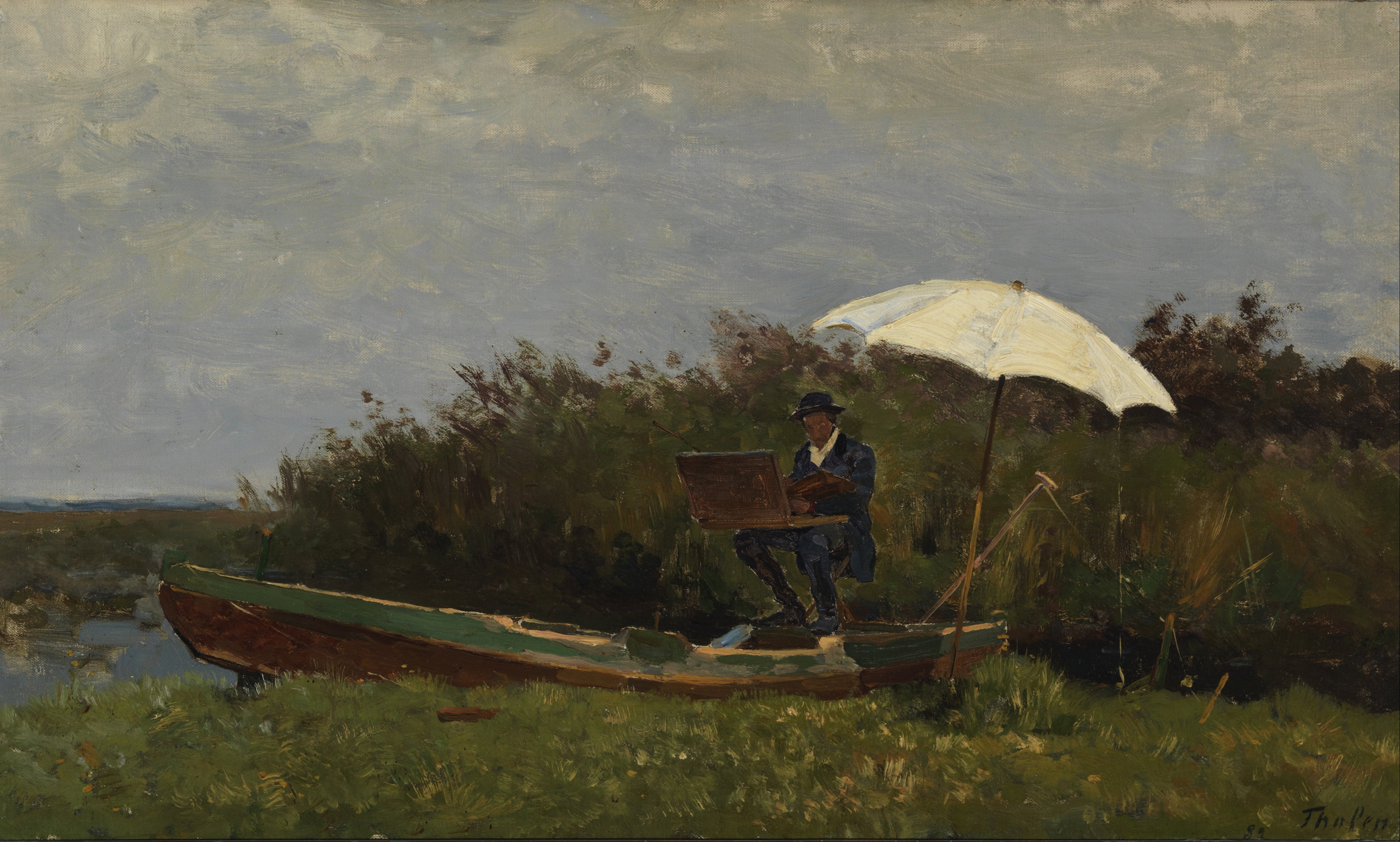
Gabriël aan het werk, (door Willem Tholen), 1882; olieverf op doek, 30 x 50 cm
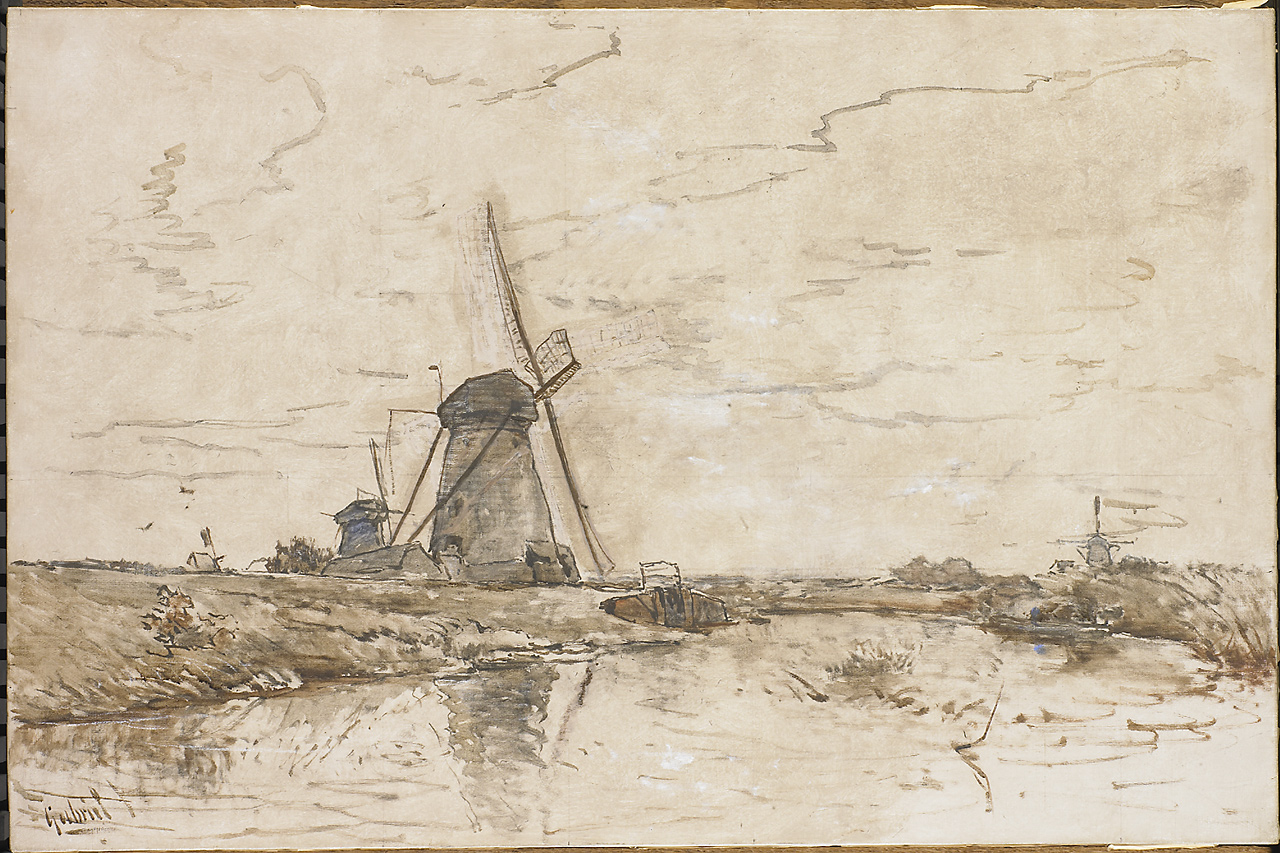
landschap met molens, olieverf op doek?, 65 x 100 cm
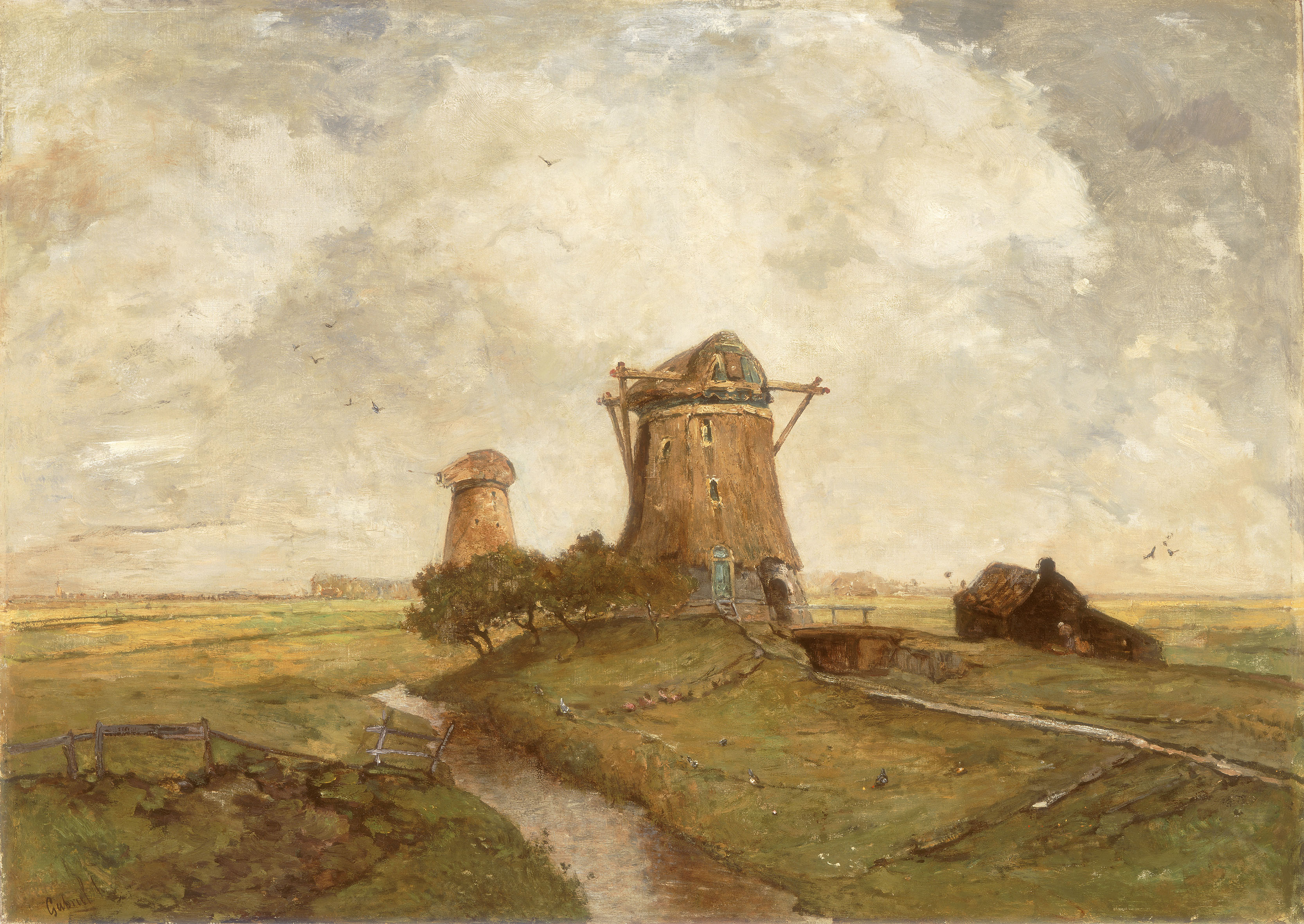
De invaliden, 1883, olieverf op doek, 74 x 103 cm
il vient de loin (Hij komt van ver), circa 1887, 67 x 100 cm
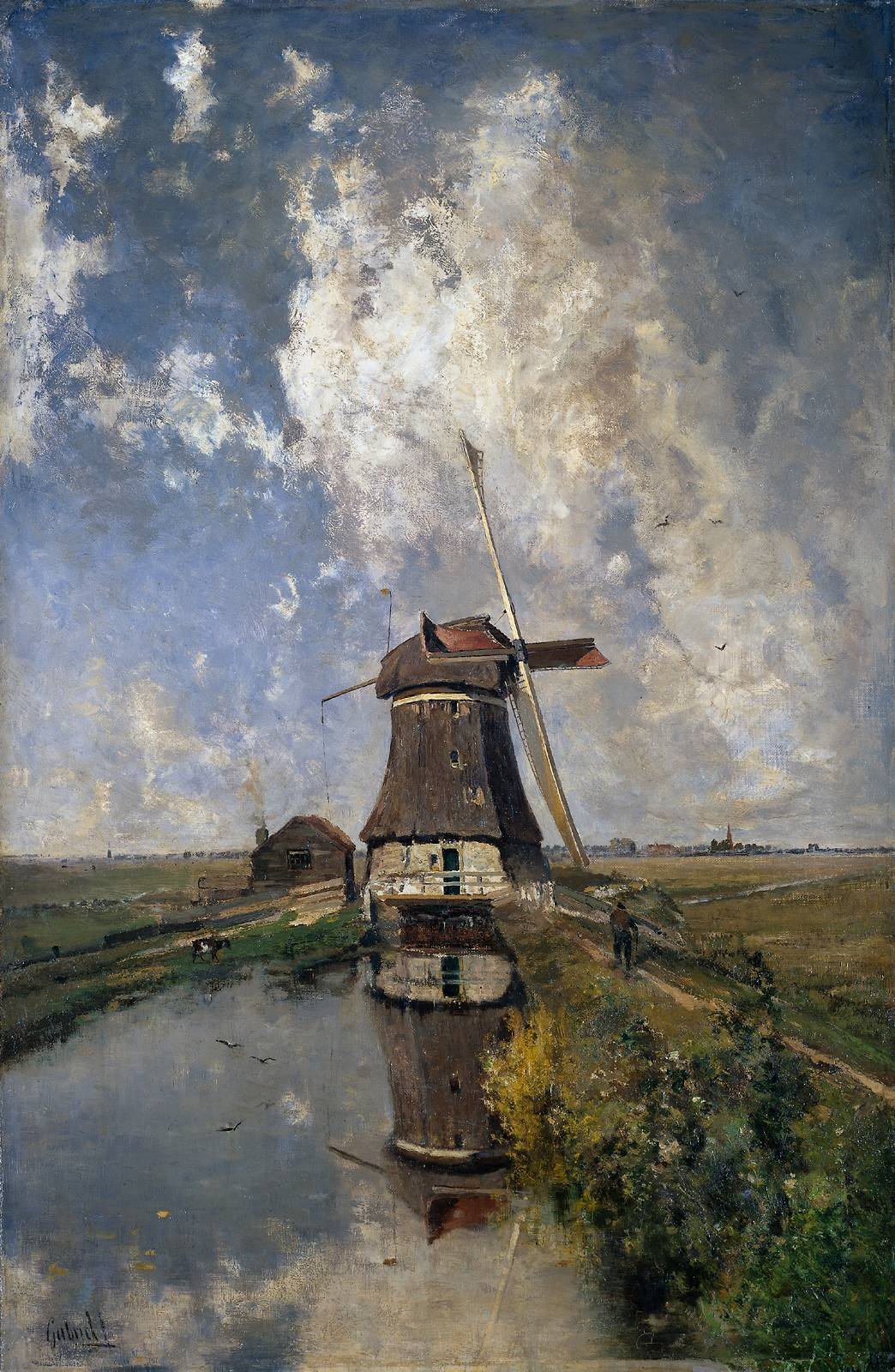
Een molen aan een poldervaart, bekend als 'In de maand juli', circa 1889, 102 x 66 cm
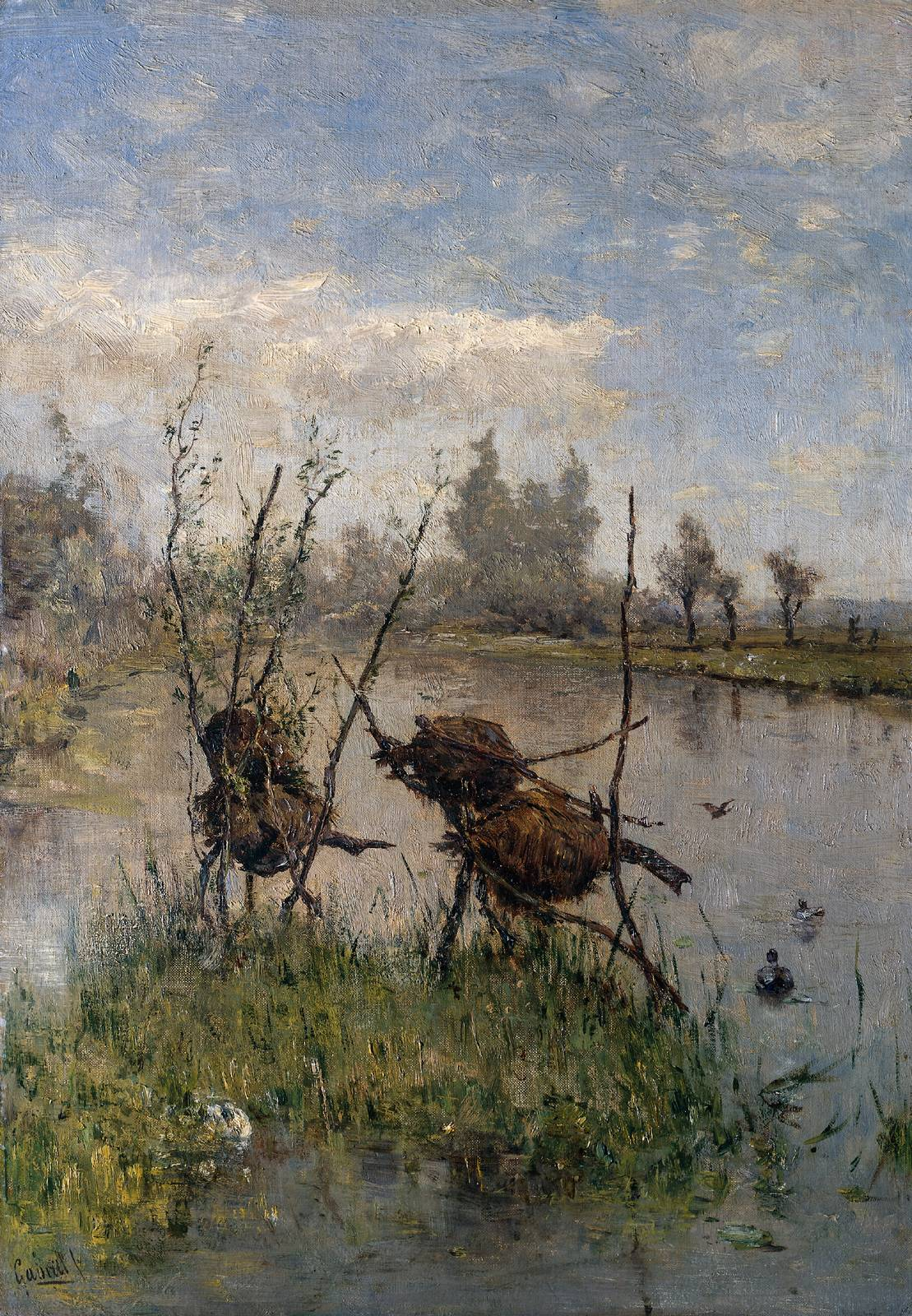
Eendennesten, 1900, 59 x 44 cm

## Openbare collecties
Werk van Gabriël bevindt zich in de collecties van het Rijksmuseum Amsterdam, het Kunstmuseum Den Haag, het Dordrechts Museum, het Kröller-Müller Museum, het Groninger Museum, het Stedelijk Museum Zwolle, het Rijksmuseum Twenthe, het John Selbach Museum en De Mesdag Collectie.

## Links
- Bibliothèque nationale de France: cb14974327j (data)
- Biografisch Portaal: 33806041
- Digitale Bibliotheek voor de Nederlandse Letteren: gabr004
- Gemeinsame Normdatei: 120433672
- International Standard Name Identifier: 0000 0000 6660 0210
- Library of Congress Control Number: nr98033947
- Nationale Bibliotheek van Israël: 987007499160005171
- Nederlandse Thesaurus van Auteursnamen: 170304019
- RKD-Nederlands Instituut voor Kunstgeschiedenis: 29873
- SNAC: w6hv05f0
- Système universitaire de documentation: 083920544
- Union List of Artist Names: 500003466
- Virtual International Authority File: 5203487
- WorldCat: E39PBJhH6ryrcWHPQXCTJ863Qq